# IBM 5100

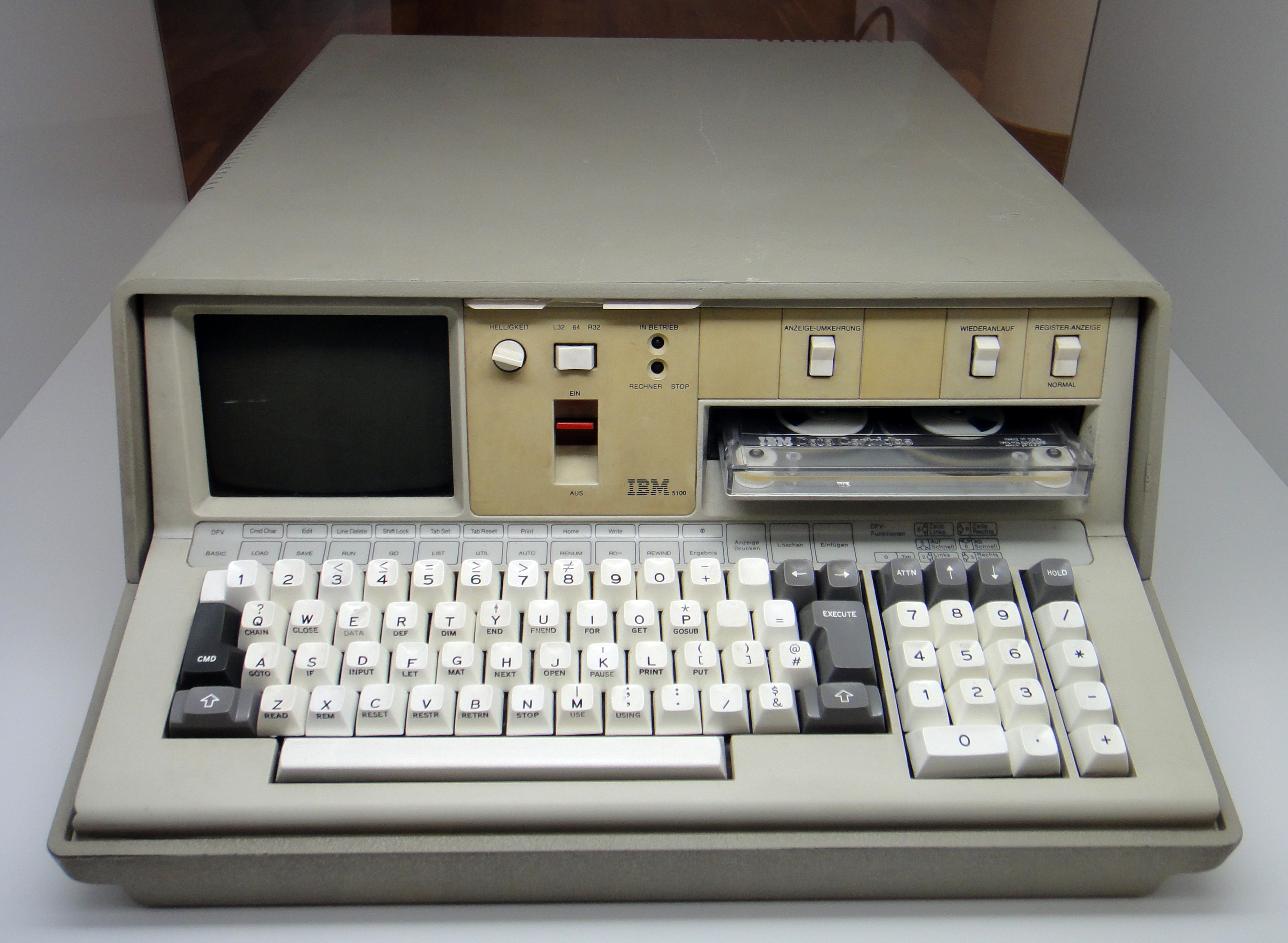
IBM 5100

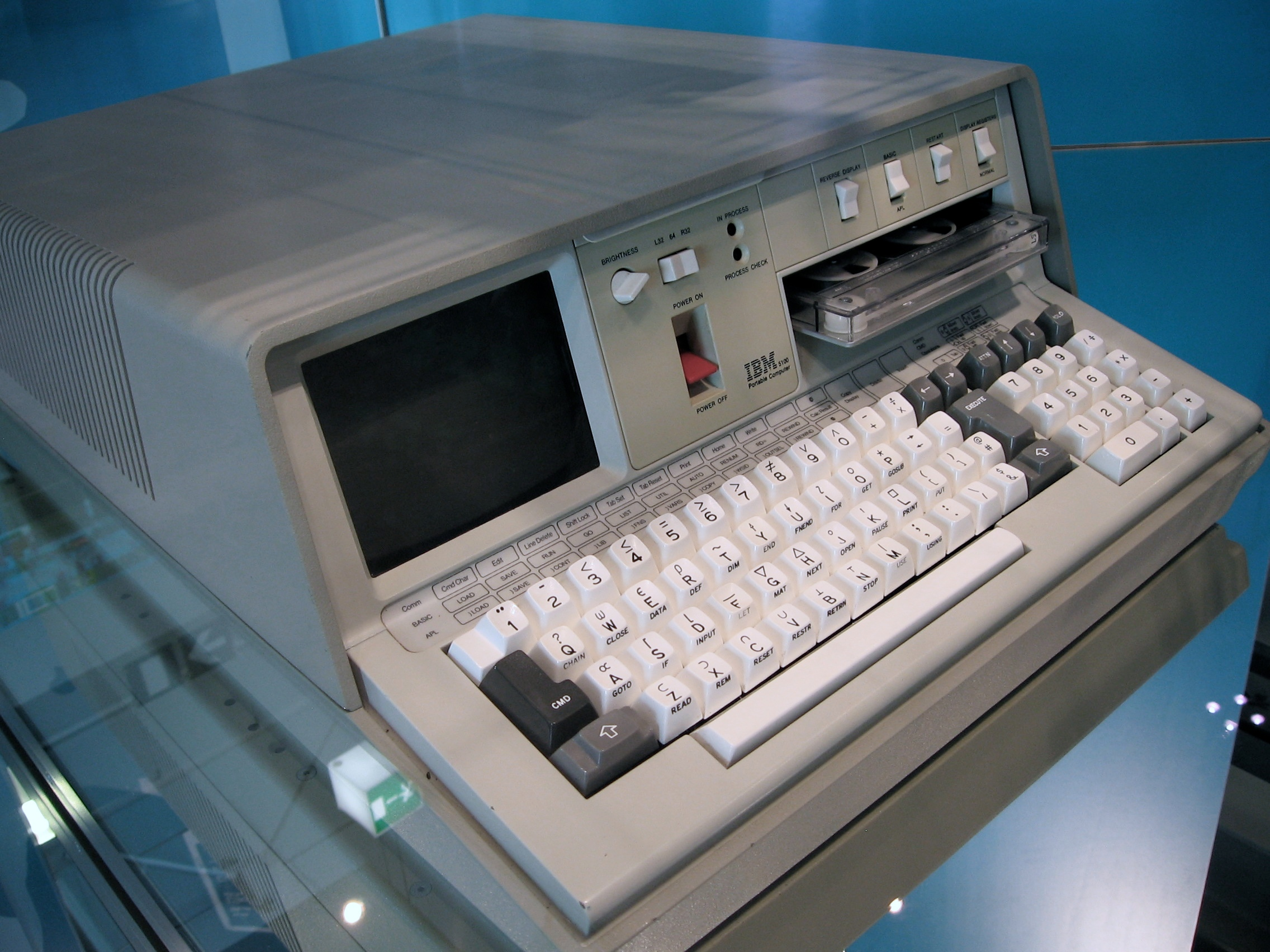
IBM 5100, wersja z widocznymi oznaczeniami klawiszy do APLa

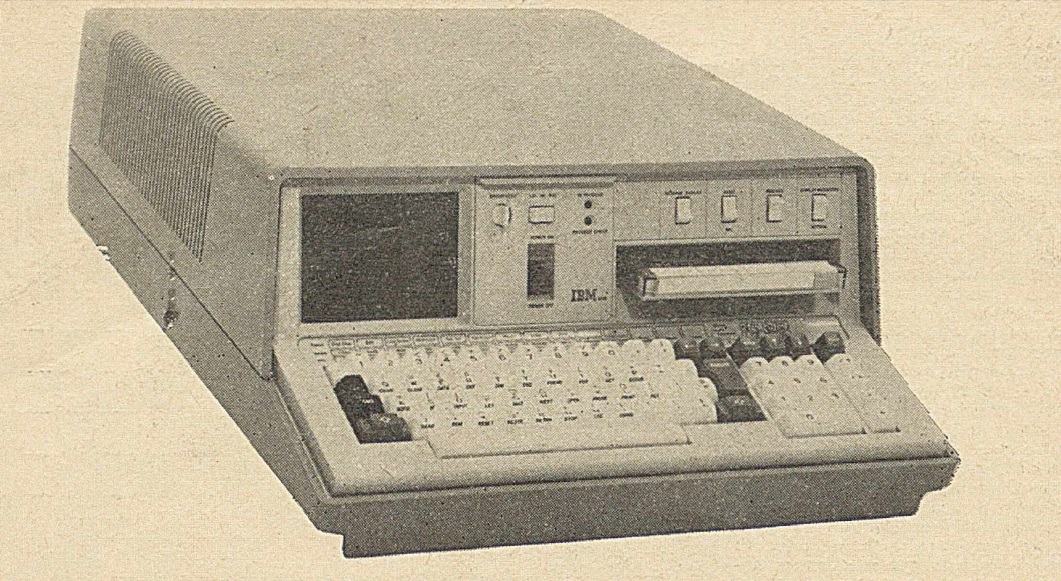
IBM 5100 – zdjęcie z czasopisma „Informatyka” (1977)

IBM 5100 był pierwszym podejściem firmy IBM do komputerów mniejszych niż mainframe i mieszczących się na biurku. Jego następca, IBM PC (IBM 5150) często uważany jest błędnie za pierwszy komputer osobisty. Również jego prototyp (SCAMP) został nazwany pierwszym komputerem osobistym przez PC Magazine.
Jako komputer, IBM 5100 był także pełnym systemem komputerowym – zawierał monitor, klawiaturę, jednostkę centralną oraz napęd pamięci masowej. Jest jednym z pierwszych tzw. przenośnych komputerów.

## Opis

### Prototyp SCAMP
W 1973 roku Bill Lowe przyczynił się do stworzenia prototypu inżynieryjnego o nazwie SCAMP (Special Computer APL Machine Portable), stworzonego przez dra Paula Friedla i zespół w Centrum Naukowym IBM Los Gatos. SCAMP został nazwany w PC Magazine jako „pierwszy na świecie komputer osobisty”. Prototyp i model projektu zostały wykorzystane wewnętrznie przez Lowe'a we wczesnych próbach wykazania możliwości stworzenia komputera dla jednego użytkownika.

### Procesor
IBM 5100 jest oparty na 16-bitowym module procesorowym o nazwie PALM (Put All Logic in Microcode). Podręcznik informacyjny IBM 5100 odwoływał się również do modułu PALM jako kontrolera. PALM może bezpośrednio adresować 64 KiB pamięci. Niektóre konfiguracje IBM 5100 miały wykonywalny ROS (ROM) i pamięć RAM o łącznej wartości ponad 64 KiB, więc zastosowano prosty schemat przełączania banków. Rzeczywiste interpretery APL i BASIC były przechowywane w oddzielnej przestrzeni adresowej języka ROS, którą PALM traktuje jako urządzenie peryferyjne. Ceny wahały się od 11 000 $ (model 16k) do 20 000 $ (64 000).

### Wyświetlacz
5100 ma wewnętrzny kineskopowy wyświetlacz (przekątna 5") i wyświetla 16 linii po 64 znaki, IBM udostępnił przełącznik opcji, aby umożliwić użytkownikowi wyświetlenie wszystkich 64 znaków w każdym wierszu lub tylko w lewo lub w prawo 32 znaki (przeplatane spacjami) Był również przełącznik do wyświetlania pierwszych 512 bajtów pamięci głównej w systemie szesnastkowym dla celów diagnostycznych.

### Monitor zewnętrzny
Poprzez gniazdo BNC umożliwiał podłączenie monitora zewnętrznego.

### Pamięć masowa
Magnetyczne napędy taśmowe QIC, które wykorzystują standardowe wkłady DC300 do przechowywania 204 kilobajtów. Jeden dysk został zainstalowany w maszynie, a drugi (model 5106) można dodać w dołączonym pudełku. Format danych obejmował kilka typów i był zapisany w rekordach 512 bajtowych.

## Wersje i języki programowania
IBM 5100 miał wbudowaną obsługę języka APL, jako dodatek do BASICa lub samodzielnie. Ze względu na to, że do premiery w 1975 roku język był używany głównie na komputerach mainframe, IBM 5100 miał wbudowany emulator S/360. Zasadniczo był po prostu wersją biurkową IBM S/360 który uruchamiał tylko APL, albo tylko APL i BASIC, lub sam BASIC.

## Zastosowanie w biznesie
Próbowano stosować ten komputer i jego zmodyfikowaną wersję (IBM 5110) do informatyzacji biznesu. Niektórzy użytkownicy na poprawę błędów w napisanym wówczas oprogramowaniu czekali nawet kilka lat, gdy już kupili sobie pierwszego IBM PC. Z drugiej strony, programiści zarabiali spore pieniądze na pisaniu aplikacji w BASICu na te maszyny.